# Diadasia
Diadasia is een geslacht van vliesvleugelige insecten uit de familie bijen en hommels (Apidae)

## Soorten
- D. afflicta (Cresson, 1878)
- D. afflictula Cockerell, 1910
- D. albovestita Provancher, 1896
- D. andina (Holmberg, 1903)
- D. angusticeps Timberlake, 1939
- D. australis (Cresson, 1878)
- D. baeri (Vachal, 1904)
- D. baraderensis (Holmberg, 1903)
- D. bituberculata (Cresson, 1878)
- D. bosqi (Moure, 1947)
- D. consociata Timberlake, 1939
- D. chilensis (Spinola, 1851)
- D. diminuta (Cresson, 1878)
- D. distinguenda (Spinola, 1851)
- D. enavata (Cresson, 1872)
- D. friesei Cockerell, 1898
- D. hirta (Jörgensen, 1912)
- D. knabiana Cockerell, 1917
- D. laticauda Cockerell, 1905
- D. lutzi Cockerell, 1924
- D. lynchii (Brèthes, 1910)
- D. martialis Timberlake, 1940
- D. megamorpha Cockerell, 1898
- D. mendozana (Brèthes, 1910)
- D. mexicana Timberlake, 1956
- D. nigrifrons (Cresson, 1878)

- D. nitidifrons Cockerell, 1905
- D. ochracea (Cockerell, 1903)
- D. olivacea (Cresson, 1878)
- D. opuntiae Cockerell, 1901
- D. palmarum Timberlake, 1940
- D. patagonica (Brèthes, 1910)
- D. pereyrae (Holmberg, 1903)
- D. piercei Cockerell, 1911
- D. rinconis Cockerell, 1897
- D. ruficruris (Vachal, 1909)
- D. sphaeralcearum Cockerell, 1905
- D. toluca (Cresson, 1878)
- D. tropicalis (Cockerell, 1918)
- D. tuberculifrons Timberlake, 1939
- D. vallicola Timberlake, 1940
- D. willineri (Moure, 1947)